# 荏田町

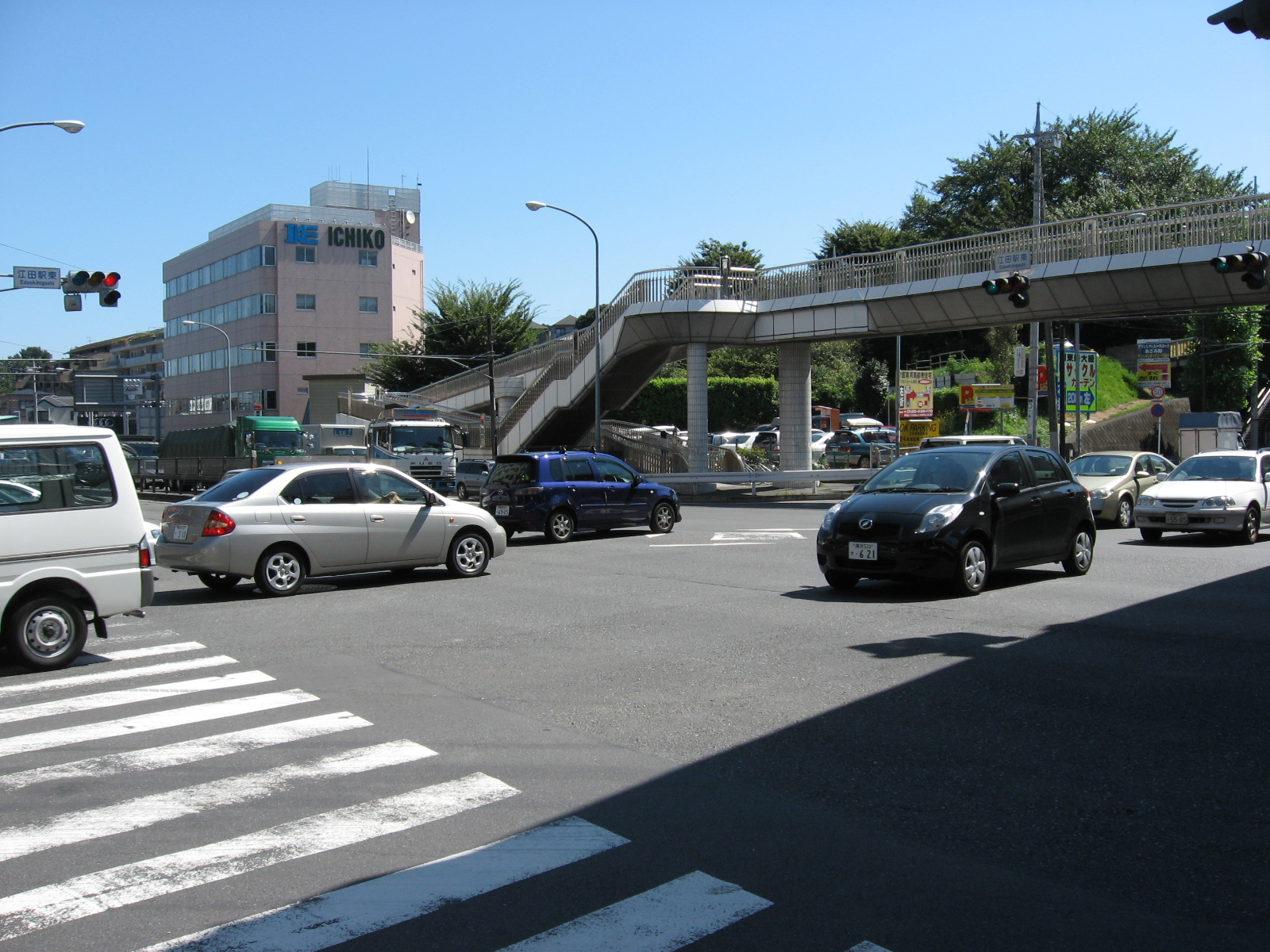
江田駅東交差点

荏田町（えだちょう）は、神奈川県横浜市青葉区の地名。「丁目」の設定のない単独町名である。住居表示未実施区域。

## 地理
横浜市青葉区東部に位置する。東は都筑区中川・荏田南町、西は荏田西・荏田北、南は都筑区荏田南、北はあざみ野南・新石川・都筑区あゆみが丘と接している。町域内は西部が住宅街となっている一方、東部には局名に旧村名が付いた、横浜山内郵便局がある。また、町域東端に早渕川が流れ、西端を東急田園都市線が通り、江田駅が設置されている。町域の北を国道246号、東名高速道路が通る。

### 字
関耕地、関、釈迦堂、宿、宿裏、原
根、宮前、権現谷、池尻、深坪、八反歩、釈迦堂谷、三百久保、宇多り、赤田、大六天、大入、稲荷谷、猿田、袖振田向、折田、華蔵台、中村、牛ケ谷、池田、京塚、大谷、中瀬、矢崎、泉日向

### 地価
住宅地の地価は、2024年（令和6年）1月1日の公示地価によれば、荏田町471番4の地点で28万6000円/m2、荏田町427番3の地点で30万3000円/m2となっている。

## 歴史
町域内にある荏田交差点は古くは大山街道（現・国道246号）と鎌倉街道が交差している場所であり、荏田城も置かれた交通の要衝であった。また、江戸時代に入って荏田宿が置かれた。
1987年（昭和62年）には緑区荏田町の一部が港北区に編入され、荏田町は緑区と港北区に跨る地名となったが、港北区と緑区の再編時に、旧港北区部分は都筑区茅ケ崎中央となる。また、同時に荏田町の一部（国道246号新石川交差点の北東）が都筑区に組み込まれた為に、荏田町は青葉区と都筑区の両方に跨る地名となったが、1999年（平成11年）に都筑区側の荏田町があゆみが丘となったことにより、青葉区荏田町のみとなった。

### 沿革
- 1868年（慶応4年）6月17日 - 神奈川府の設置により、神奈川府都筑郡荏田村となる。
- 1868年（明治元年）9月1日 - 神奈川府が神奈川県となり、神奈川県都筑郡荏田村となる。
- 1889年（明治22年） - 都筑郡石川村、黒須田村 と合併し、都筑郡山内村大字荏田となる。
- 1904年（明治37年） - 日露戦争へ出兵する途中に立ち寄った兵士の武器から火災が発生。荏田宿や周辺の観福寺の地蔵などを焼く。
- 1939年（昭和14年）4月1日 - 横浜市に編入し、新市域の一部より港北区となる。また、大字が町となり、横浜市港北区荏田町となる[7]。
- 1968年（昭和43年）5月5日 - 土地区画整理事業に伴い、市ケ尾町との境界を変更する[8]。
- 1969年（昭和44年）5月17日 - 中川町との境界を変更する[9]。
- 1969年（昭和44年）6月26日 - 土地区画整理事業に伴い、一部を市ケ尾町に編入する[9]。
- 1969年（昭和44年）10月1日 - 港北区から緑区が分区。横浜市緑区荏田町となる[10]。
- 1970年（昭和45年）9月19日 - 一部を港北区茅ケ崎町に編入し、港北区中川町との境界を変更する[11]。
- 1976年（昭和51年）1月15日 - 土地区画整理事業に伴い、元石川町の一部を編入する[12]。
- 1978年（昭和53年）4月29日 - 土地区画整理事業に伴い、荏田町の一部から荏田北一丁目、荏田北二丁目、荏田北三丁目を新設する[13]。
- 1979年（昭和54年）2月18日 - 土地区画整理事業に伴い、元石川町の一部を編入する[13]。
- 1980年（昭和55年）7月6日 - 土地区画整理事業に伴い、一部を市ケ尾町に編入する[14]。
- 1983年（昭和58年）8月8日 - 住居表示の実施に伴い、荏田町の一部が新設された荏田東三丁目、荏田南一丁目、荏田南二丁目、荏田南三丁目、荏田南五丁目、大丸に編入される[15]。
- 1983年（昭和58年）9月11日 - 土地区画整理事業の実施に伴い、荏田町の一部が新設された荏田西一丁目、荏田西二丁目、荏田西三丁目に編入される[15]。
- 1983年（昭和58年）9月25日 - 土地区画整理事業の実施に伴い、荏田町の一部が市ケ尾町、川和町、荏田西三丁目、新設された荏田西四丁目、荏田西五丁目に編入される[15]。
- 1987年（昭和62年）5月6日 - 緑区荏田町の一部を港北区に編入。一部が再度港北区荏田町となる[16]。
- 1987年（昭和62年）5月6日 - 住居表示の実施に伴い、荏田町の一部を荏田南三丁目、葛が谷、新設された荏田東一丁目、荏田東二丁目、荏田東四丁目、荏田南四丁目へ編入する[16]。
- 1990年（平成2年）7月9日 - 住居表示の実施に伴い、荏田町の一部が市ケ尾町、川和町、荏田西三丁目、新設された荏田西四丁目、荏田西五丁目に編入される[17]。
- 1992年（平成4年）9月6日 - 土地区画整理事業の実施に伴い、あざみ野二丁目、あざみ野三丁目、荏田北三丁目、大場町、新石川一丁目、新設されたあざみ野南一丁目、あざみ野南二丁目、あざみ野南三丁目、あざみ野南四丁目に編入する[18]。
- 1994年（平成6年）11月6日 - 港北区と緑区を再編し、青葉区と都筑区を新設。大部分が横浜市青葉区荏田町となり、この時に横浜市港北区荏田町は横浜市都筑区茅ケ崎中央となるが、別の一部が横浜市都筑区荏田町となる[19]。
- 1996年（平成8年）9月30日 - 都筑区中川町の一部を編入する[20]。
- 1999年（平成11年）10月25日 - 住居表示の実施に伴い都筑区荏田町の一部が横浜市都筑区あゆみが丘となり、残部を青葉区に編入、荏田町は横浜市青葉区荏田町のみとなる[20]。

### 地名の由来
「エダ」は「湿田」を意味しており、それが「荏田」の由来と言われる。また荏胡麻の栽培が盛んだったこともあって、そこから「荏田」とつけられた説もある。

### 町名の変遷
| 実施後 | 実施年月日     | 実施前（各町名ともその一部） |
| ------ | -------------- | ---------------------------- |
| 荏田町 | 昭和14年4月1日 | 大字荏田                     |

## 世帯数と人口
2025年（令和7年）6月30日現在（横浜市発表）の世帯数と人口は以下の通りである。
| 町丁   | 世帯数    | 人口     |
| ------ | --------- | -------- |
| 荏田町 | 5,075世帯 | 10,614人 |

### 人口の変遷
国勢調査による人口の推移。
| 年                 | 人口   |
| ------------------ | ------ |
| 1995年（平成7年）  | 8,312  |
| 2000年（平成12年） | 9,315  |
| 2005年（平成17年） | 10,042 |
| 2010年（平成22年） | 10,430 |
| 2015年（平成27年） | 10,315 |
| 2020年（令和2年）  | 10,480 |

### 世帯数の変遷
国勢調査による世帯数の推移。
| 年                 | 世帯数 |
| ------------------ | ------ |
| 1995年（平成7年）  | 3,065  |
| 2000年（平成12年） | 3,561  |
| 2005年（平成17年） | 3,990  |
| 2010年（平成22年） | 4,394  |
| 2015年（平成27年） | 4,447  |
| 2020年（令和2年）  | 4,698  |

## 学区
市立小・中学校に通う場合、学区は以下の通りとなる（2024年11月時点）。
| 番地 | 小学校               | 中学校               |
| --- | -------------------- | -------------------- |
| 334番地の4〜7 | 横浜市立中川西小学校 | 横浜市立中川西中学校 |
| 14〜30番地、92〜96番地 119〜142番地 200番地、223〜301番地 306〜312番地(国道246号線以西) 313〜332番地 420番地、1371〜1476番地 | 横浜市立山内小学校   | 横浜市立山内中学校   |
| その他 | 横浜市立荏田小学校   | 横浜市立荏田南中学校 |

## 事業所
2021年（令和3年）現在の経済センサス調査による事業所数と従業員数は以下の通りである。
| 町丁   | 事業所数  | 従業員数 |
| ------ | --------- | -------- |
| 荏田町 | 231事業所 | 2,926人  |

### 事業者数の変遷
経済センサスによる事業所数の推移。
| 年                 | 事業者数 |
| ------------------ | -------- |
| 2016年（平成28年） | 226      |
| 2021年（令和3年）  | 231      |

### 従業員数の変遷
経済センサスによる従業員数の推移。
| 年                 | 従業員数 |
| ------------------ | -------- |
| 2016年（平成28年） | 2,526    |
| 2021年（令和3年）  | 2,926    |

## 施設
- 愛和幼稚園
- 横浜山内郵便局
- 観音堂・養老山真福寺
- 劔神社
- 寶劔山観音院観福寺 – 都築橘樹酉年地蔵尊霊場第一番札所

## その他

### 日本郵便
- 郵便番号 : 225-0013[3]（集配局：青葉郵便局[30]）

### 警察
町内の警察の管轄区域は以下の通りである。
| 番地 | 警察署     | 交番       |
| ---- | ---------- | ---------- |
| 全域 | 青葉警察署 | 荏田町交番 |